# ドルナ・ミトロポリヤ
座標: 北緯43度28分 東経24度32分 / 北緯43.467度 東経24.533度

ドルナ・ミトロポリヤ
Долна Митрополияドルナ・ミトロポリヤ ブルガリア内のドルナ・ミトロポリヤの位置

ドルナ・ミトロポリヤ（ブルガリア語: До̀лна Митрополѝя / Dolna Mitropoliya）はブルガリア北部の町、およびそれを中心とした基礎自治体。プレヴェン州に属する。町の中心は州都のプレヴェンから北西に10キロメートルに位置している。「ミトロポリヤ」とは「主教座」を意味しており、「ドルナ」は「低地」を意味する。
自治体の北部地域がドナウ川に面している。
ドルナ・ミトロポリヤの近くには第12訓練空軍基地があり、国立防衛大学の航空設備が設けられている。

## 町村
ドルナ・ミトロポリヤ基礎自治体（Община Долна Митрополия）にはその中心であるドルナ・ミトロポリヤをはじめとする、以下の町村（集落）が存在している。
| - Байкал - Биволаре - Божурица - Брегаре - Горна Митрополия - Гостиля - Долна Митрополия - Комарево | - Крушовене - Ореховица - Победа - Подем - Рибен - Славовица - Ставерци - Тръстеник |